# Federação Balcânica

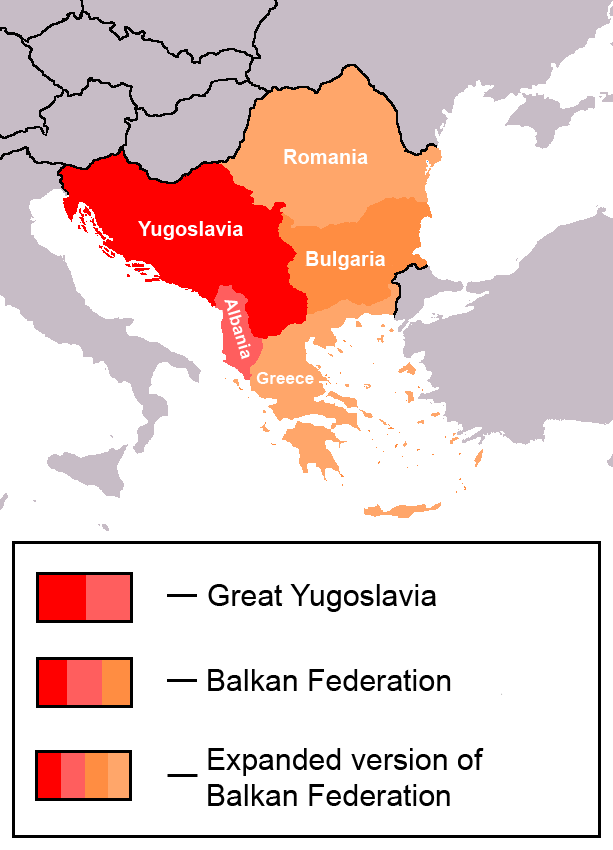
Projeto da Federação Balcânica proposto pela Internacional Comunista.

A Federação das Repúblicas Balcânicas ou Federação Balcânica foi uma proposta política  por parte de partidos políticos de esquerda para criar uma federação ou confederação na península balcânica.
O conceito de federação balcânica surgiu no final do século XIX por diferentes forças políticas esquerdistas na região, a fim de estabelecer uma nova unidade política que consistia em unificar os países da península no âmbito de uma república federal socialista, internacionalista e de igualdade social e econômica. Esta proposta foi elaborada apesar das diferenças entre os grupos étnicos nos Bálcãs que buscavam a emancipação de Estados.
O processo político foi dividido em três fases. Na primeira, foi proposta uma união balcânica em resposta ao colapso do Império Otomano no início do século XX. A segunda etapa veio dos partidos comunistas no período entre-guerras (1919-1936). A terceira fase foi caracterizada pela oposição de Josef Stalin para tal projeto por parte dos comunistas balcânicos nos anos seguintes ao final da Segunda Guerra Mundial.